# 무임승차 문제
무임승차 문제(無賃乘車 問題 영어: Free-rider problem)는 사회과학 용어로 자원이나 공공재로 이익을 보는 사람이 대가를 지불하지 않을 때, 해당 재화나 서비스의 공급이 줄어드는 현상이다. 무임승차는 재화나 서비스에 대한 수수료나 통행료, 세금을 직간접적으로 지불하지 않고 계속하여 이용할 경우 사회적인 문제가 필연적으로 발생하며, 이로 인해 해당 재화나 서비스의 생산량의 감소와 남용, 퇴화로 이어지게 되는 현상이다. 대부분의 사람들이 협조적으로 행동하더라도, 일부 무임 승차자들이 다른 사람들의 친사회적 행동을 악화시켜 무임승차 문제가 지속되는 것으로 나타났다.
무임승차자와 그로 인해 발생하는 손실을 어떻게 제한할 것인가에 대한 문제이다. 주로 재산권이 명확하게 정의되지 않은 상황에서 '배제되지 않고' '경쟁적이지 않은' (non-excludable and non-rival) 공공재에서 발생한다. 여기서 '배제되지 않음'이란 돈을 내지 않고 재화나 서비스를 이용하더라도 막을 수 없는 것으로, '경쟁적이지 않음'이란 한 소비자가 재화나 서비스를 이용하더라도 다른 소비자의 가용성을 감소시키지 않는 것으로 규정한다. 이러한 공공재의 특성으로 인해 소비자가 재화나 서비스를 이용할 때 공공재에 금전적 영향을 조금도 주지 않는다는 결과를 낳는다.
'배제되지 않고' '경쟁적이지 않은' 공공재의 첫 번째 예는 무임승차자들이 국가에서 제공하는 도로체계를 금액을 지불하지 않고 누릴 수 있다는 것이다. 두 번째 예시는 해안 마을에서 등대를 건설할 경우, 타 지역과 국가의 배들이 인근을 운항할 때 등대에 어떠한 비용을 지불하지 않고 "무임승차"하여 등대의 빛을 통해 운항에 도움을 받을 수 있다는 것이다. 세 번째 예시로는 불꽃놀이를 관람하는 군중이다. 불꽃놀이를 즐겼지만 비용을 지불하지 않은 군중이 많더라도 이것이 자원으로써의 폭죽의 감소에 관여하지 않기 때문이다. 각 사례를 통해 비용을 지불하지 않은 무임승차자들을 제외하는 데에는 많은 비용이 드는 반면, 무임승차자들을 포함하여 집단적 소비를 하는 것이 이용가능한 양을 감소시키지 않는다는 것을 알 수 있다.
공공재에 대한 경제학 이론에서 처음으로 "무임승차"라는 용어가 사용되었지만 단체 교섭, 독점 금지법, 심리학, 정치학, 백신 등 다른 맥락에서도 비슷한 개념으로 사용되고 있다. 예를 들어 팀 프로젝트 진행에서 팀원 중 일부가 무임승차를 하게 될 거라고 믿는 경우 팀에 대한 기여나 성과가 줄어들게 된다.

## 무임승차의 원인
무임 승차자를 발생시키는 근본적인 원인은 죄수의 딜레마를 적용하여 설명할 수 있다. 두 사람이 공공재(경찰서 등)에 대한 기여금을 사회 공헌금으로 나누었다고 가정하자. 죄수의 딜레마에 따르면 이 가정을 통해 특정한 결론을 도출할 수 있다. 만일 두 사람 모두 기부한다면, 그들은 비용을 지불해 돈이 없게 되지만 사회는 이득을 받게 된다. 그들 중 한 사람이 돈을 지불하지 않는다면 그들은 무임승차자가 되게 되고, 또 다른 누군가가 이 비용을 지불하게 될 것이다. 두 사람 모두 돈을 지불하지 않고 무임승차자가 된다면 사회는 그 어떠한 이득도 받지 못하게 된다.

## 경제적 문제
무임승차는 이것이 재화나 서비스에 대한 생산량의 감소와 과소비로 이어질 때 경제적으로 비효율적인 문제이다. 예를 들어 특정한 공공재에 대해 자신이 그에 할당하는 비용을 지불할 수 있는 측면에서 어느정도 가치를 지니고 있는지를 물어본다면, 사람들은 이에 대해 가치를 과소 평가하는 경향을 보일 것이다. 무임승차의 대상이 되는 재화나 서비스는 다음과 같은 특징이 있다 : 비용을 지불하지 않는 사람을 배제할 수 없고, 개인의 소비가 타인의 가용성에 영향을 미치지 않으며, 이것을 계속하여 생산 및 유지해야한다는 점이다. 실제로 비용을 지불하지 않는 사람을 특정한 메커니즘을 통해 배제시키게 될 경우 해당 재화나 서비스는 특정 사람만을 위한 것으로 바뀔 것이다(예 : 과도하게 사용되고 혼잡해진 공공 도로를 유료 도로로 전환하거나 무료 공공 박물관이 입장료를 받는 민간 박물관으로 전환되는 경우). 무임승차 문제는 공공재가 경쟁 소비로 특징지어진다는 사실에 의해 더욱 복잡해진다. 공공재의 소비자는 비용을 지불하지 않고 이득을 취할 수 있을 뿐 아니라 이 소비를 통해 타인에게 기회 비용을 부과한다. '공유지의 비극'이론은 각 소비자가 자신의 효용을 극대화하기 위해 타인에게 의지하여 그들의 소비를 감소시키려는 행위를 강조한다. 이 행위는 과소비에 이어 심지어는 공공재의 고갈이나 파괴로 이어질 수 있다. 무임승차자들이 많아질 수록 시스템이나 서비스를 운영하기에 자원이 부족해 질 것이다. 무임승차는 재화나 서비스가 외부 비용, 특히 환경적 요인을 사용하지 않게 될 경우 쉽게 발생한다.
이에 대한 사례로 세계 기후 변화 계획들이 있다. 기후 변화는 세계적인 문제인만큼 한 나라의 배출량 감소로 인한 혜택은 자국 국경을 넘어 확대되고, 전 세계에 영향을 미칠 것이다. 하지만 특정 국가에서 자국의 이득을 취하기 위해 행동하고, 타국의 노력을 제한하며 그들의 일에 무임승차한다. 일부 국가의 국민과 정부는 타국의 노력에 무임승차하는 것이 가능하기 때문에 환경적 문제에 대해 노력을 기울이거나 비용을 지불하는 것을 원치 않는다. 이러한 행위에 대해 무임승차 문제는 공정성과 윤리적 문제와 관련하여 의문을 제기한다. 기후 변화의 피해를 겪을 가능성이 가장 높은 나라들은 일반적으로 온실 가스를 가장 적게 배출하고, 환경 문제 해결에 기여할 경제적 자원이 부족한 나라들이다. 태평양의 작은 섬나라 투발루처럼.
경제학자들은 공공재와 관련하여 자원의 파레토 최적 배분이 개인에 속하는 근본적인 인센티브와는 맞지 않다고 널리 믿고있다. 그러므로 대부분의 학자에 따르면, 무임승차 문제는 현재 진행중인 대중적인 문제가 될 것으로 예상된다. 예를 들어 Albert O. Hirschman은 무임승차 문제가 자본주의 경제에 주기적으로 발생하는 문제라고 믿었다. Hirschman은 무임 승차 문제가 사람들의 관심사에 대한 변화와 연관이 있다고 생각한다. 직장 내 개인의 스트레스 수준이 높아지고 많은 사람이 실업을 두려워할 때, 그들은 그들의 인적 자본을 공공 분양 기여하는 정도가 낮아진다. 대중들의 요구가 증가할 때 환멸을 느낀 소비자들은 집단 행동에 더 많은 관심을 갖게 된다. 각 개인들은 자신을 여러 집단에 소속시키고, 이는 결론적으로 공공의 문제를 해결하기 위한 시도가 된다. 개인의 이득에 초점을 맞춘 모델에서 종종 비용으로 간주되는 이러한 행위는 이전에 자신의 사익을 추구하는 소비자들에게 불만을 품었던 개인들에게 이익으로 간주된다.
개인이 공공의 이익을 위해 하는 행동에 대한 칭찬할 만한 가치가 떨어질수록 지지자들의 집단 행동에 대한 의지력이 떨어지기 때문에 자연스럽게 이러한 주기가 재설정된다. 지원의 감소와 함께 주기가 원래대로 돌아가는 시간 동안 상당수가 사익으로 변할 것이다. Hirschman의 모델을 지지하는 사람들에게 동기부여되는 중요한 요소는 지도자들의 이타주의적 요구에 의해 강요되는 것이다. John F. Kennedy의 취임 연설에서 그는 미국인에게 "당신의 나라가 당신을 위해 무엇을 할 수 있는지를 묻지 말고 당신이 나라를 위해 무엇을 할 수 있는지를 물어보라" 라고 요청했다. Milton Friedman과 같은 일부 경제학자는 이러한 이타주의에 대한 요구들이 터무니없다고 말하며 무임승차 문제가 바꿀 수 없는 순환의 일부라고 생각하지 않고 다른 곳에서 가능한 해결책이나 개선 시도를 추구한다.

## 경제적 혹은 법적 해결 방안

### 보증 계약
보증 계약은 사전에 결정된 정도의 정족수에 따라 참여자들이 공공재의 건설에 기여하는, 법적 구속력이 있는 서약을 하는 계약이다. 계약이 성립되지 않을 경우 재화나 서비스는 제공되지 않고 금전적 기부금이 반한된다.
지배적인 보증 계약은 기업이 계약을 만들고 만일 정족수에 도달하지 못할 경우 최초 서약서와 추가 금액을 환불하는 변동이다. 기업가는 정족수가 도달하여 재화나 서비스가 제공될 경우 이에 대한 수수료를 징수하여 수익을 얻는다.
게임 이론적 언어로 이것은 공공의 이익을 구축하겠다는 공약을 지배적인 전략으로 만든다 : 가장 좋은 움직임은 타인의 행동과는 관계없이 계약에 서약을 하는 것이다.

### 코스의 정리
경제학자 Ronald Coase의 이름에서 따온 코스 해결법은 공공재의 잠재적 수혜자들이 각 당에 기반을 둔 채 사리사욕을 채우기 위해 자원을 모으고 그것을 만들어내기 위해 협상할 수 있다고 제안한다. 그의 논문인 'The Problem of Social Cost'(1960)에서 주장했다. 만약 공공재의 잠재적인 수혜자 사이에서 거래 비용이 낮을 경우 (잠재적 수혜자들끼리 서로를 찾고, 그들 각각의 상품적 가치에 기초하여 자원을 모으는 것이 쉬워진다.) 공공재가 정부의 행위 없이 생산될 수 있다고 주장했다.

시간이 지난 후에 코즈는 제로 거래 비용의 영향에 대해 탐구하였다는 코즈 정리를 통해 자신이 알려지게 되었지만, 그는 실제로 이 구조를 긍정적인 거래 비용, 기업, 법률 시스템 및 정부 조치에 대한 현실을 이해하기 위한 디딤돌로 사용할 작정이라고 밝혔다.
나는 거래 비용이 0으로 가정되는 세계에서 어떤 일이 일어날지 조사했다. 그렇게 하는 것이 나의 목표는 그러한 세상에서의 삶이 어떠할지를 설명하는 것이 아니라 분석을 발전시키고, 더 중요한 것은 경제 시스템을 구성하는 기관들의 사용을 위해 거래 비용이 행하고 해야 하는 근본적인 역할을 명확하게 하는 단순한 설정을 제공하는 것이었다.
Coase는 또한 말했다.
거래 비용이 0인 세계는 종종 코아시안 세계라고 묘사되어 왔다. 이는 사실과 무관하다. 그것은 내가 경제학자들을 떠나도록 설득하고 싶었던 현대 경제 이론의 세계이다. "사회적 비용의 문제"에서 제가 한 일은 단지 그것의 특성 중 일부를 밝히기 위한 것이다. 나는 그러한 세계에서 자원의 배분이 법적 위치로부터 독립적일 것이라고 주장했고, 그 결과 스티글러는 "코즈 정리"라고 불렀다.
Coase는 Coase theorem와 코스의 정리에 대해 실제 20세기의 정부와 법과 기업의 실제 세계를 궁극적으로 고려하는 간략한 구성이라고 생각했다. 사실 이러한 개념은 거래 비용이 훨씬 낮고 정부의 개입이 의심할 여지 없이 필요하지 않은, Coase의 생각과는 다른 세계와 연결되었다.
특히 정보재의 경우  생산자가 비용을 부담하는 대가가 지불될 때까지 상품을 출시하는 것을 거부하는 사소한 대안이 있다. 예를 들어 작가 Stephen King은 자신의 인터넷 사이트에 무료로 새로운 소설의 이야기를 올렸고, 일정 금액 이상 돈이 모이지 않을 경우 후속작을 발표하지 않을 것이라고 말했다. 때때로 몸값을 위한 홀딩이라고 불리는 이러한 공공재 생산 방식은 공공재의 생산을 위한  거리 행위자의 프로토콜을 현대적으로 적용한 것이다. 보증 계약과는 달리 이것의 성공은 한계치에 도달하고, 기부금이 낭비되지 않도록 (어느 정도까지) 보장하는 사회적 규범에 크게 의존한다.
오늘날 순전한 코스의 정리 중 하나는 새로운 인터넷 크리우드 펀딩 현상이다. 여기에서의 규칙은 사회적 압박 뿐 아니라 컴퓨터 알고리즘과 법적 계약에 따라 시행된다. 예를 들어 Kickstarter 사이트에서는 각 펀더들이 새 상품을 구매하거나 다른 혜택을 받기 위해 신용카드 결제를 승인하지만 펀딩의 목표치에 달성할 때까지 금액은 변하지 않는다. 또한 자동화와 인터넷의 이용을 통해 자금을 모으기 위한 거래 비용을 감소시켜준다. 이로 인해 종종 수백 달러의 프로젝트 목표가 크라우드 펀딩으로 자금을 지원받는데, 이는 전통적인 방식으로 투자자를 모으는 것 보다 훨씬 적은 거래 비용이 들기 때문이다.

### 정부의 제공

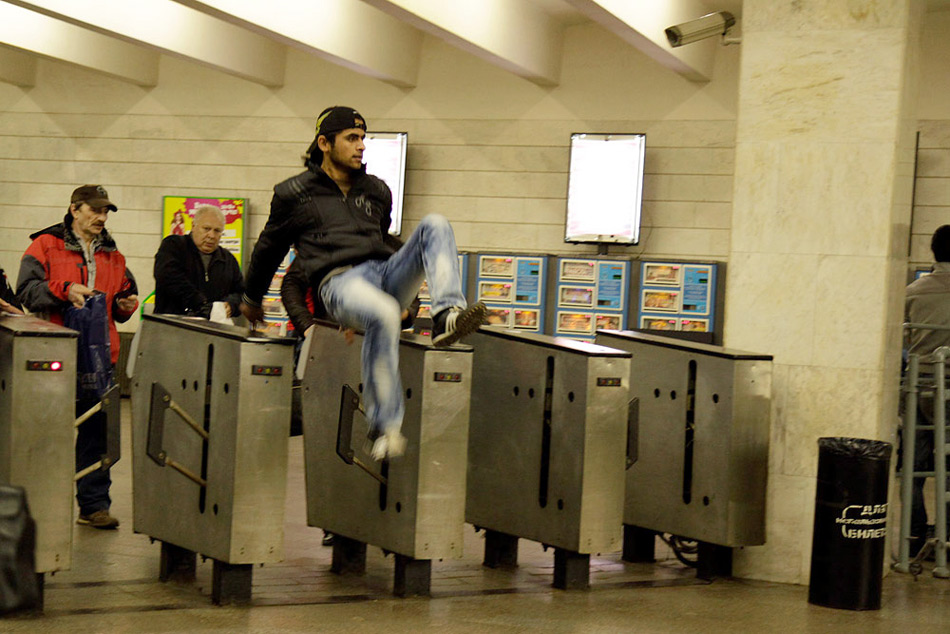
사회과학 용어 “무임승차”는 서비스 이용자가 요금을 내지 않는 광범위한 무임 승차 상황을 말한다. 사람들이 지하철에서 “무임승차자”가 될 경우, 열차 운행에 필요한 수입을 감소시키게 된다.

공공재에 대한 시장 제공이 충분하지 못할 경우, 또 다른 해결 방안은 비시장적 수단을 이용하여 공급하는 것이다. 이 문제에 대해 빈번히 제안된 해결책은 각 지역의 공공재 생산 비용을 위한 세금을 부과하는 것이다. 정부의 공급은 일반적으로 지역 내의 무임 승차 문제에 대응하려고 하는데, 이는 시민들에게 그들이 무임승차를 하지 않을 것이라는 확신을 준다. 세금을 부과하는 방식은 공공재가 충당되는 것은 보장하지만 시장 효율성 달성 문제를 해결하지 못한다. 정부 공급의 시장 효율성 문제는 공공 선택 이론과 공공 재정에 의해 연구되어왔다.
때때로 정부는 “기금 없는 의무”를 통해 공공재를 제공하기도 한다. 예시로는 모든 차량에 촉매 변환기를 장착해야 하는 상황을 볼 수 있다. 이것은 민간 기업에서도 실행할 수 있었지만 최종적으로는 국가가 미리 결정한다. 즉 개별적이지만 비 자발적으로 공공을 위해 맑은 공기를 제공하는 것이다. 또 다른 예시로는 미국의 장애인 법을 볼 수 있는데, 주 정부와 지방 정부에 대한 미지원을 법을 통해 의무화하였다.

### 보조금 및 공동 제품 모델
정부는 민간 기업과는 달리 공공재의 생산을 보조하는 역할을 수행할 수 있다. 정부 공급과는 달리 정부의 보조금은 어떤 형태로든 경쟁적인 시장의 결과가 될 수 있다. 정치 내부자를 통해 보조금을 지원받는 기업과 같이 연대적인 관계들은 일반적인 원칙을 따르는 보조금을 위한 비밀 입찰과 함께 제한될 수 있다. 공공재의 성격과 관련된 보조금에 따라 대상 업체를 선정하는 부분에서 문제가 발생할 수 있는데, 이 문제는 시민과 정부 사이, 혹은 정부와 업체 사이에 발생하게 된다. 이 문제와 이를 해결하기 위해 제시된 대안책은 보조금의 편익을 감소시킬 수 있다.
보조금은 또한 비개인주의적 분야에서도 사용될 수 있다. 국가가 대기 오염을 줄이기 위한 장치에 보조금을 지원하고 시민들에게 남는 비용을 보상해줄 것을 호소하는 것이 대표적 예시이다.
마찬가지로 공동 제품 모델은 민간 기업의 제품을 공공재에 결합할 때의 협업 효과를 분석한다. 예를 들어 세금 공제는 자선 단체에서 기부하는 것과 관련될 수 있다. 민간 기업이 독점하는 한 (그렇지 않을 경우 공공재와 관계 없이 경쟁사의 영향을 받게 된다) 공익을 위해 제공하게 되므로 공공재의 제공이 증가한다는 것을 보여줄 수 있다.

### 특권층
집단행동에 대한 연구는 한 개인이 직접 만드는 것 보다 공공재를 사용함으로 더 많은 이익을 받는 한 공공재는 계속하여 생산된다는 것을 보여준다. 예를 들면 개인 사용의 이익, 생산의 동기부여, 보완재 판매에 기초한 사업들이 여기에 포함된다. 이러한 개인들을 포함하는 그룹을 특권층이라고 부른다. 역사적으로는 손님을 이끌기 위해 가게 앞에 가로등을 세운 시내의 상인을 볼 수 있다. 비록 인근 상인들에게도 이득이 되더라도 가게에 와서 소비하는 고객들의 증가로 가로등의 비용을 충당할 만큼의 수익을 벌 수 있었다.
특권층의 존재가 무임승차 문제의 온전한 해결책은 아닐 수도 있지만, 공공재의 저생산으로 인해 여전히 발생할 수 있다. 예를 들어 가로등을 건설한 상인은 이웃 상인들에게 부가되는 이익을 고려하지 않은 것이며, 이들에 대한 총 이득의 합산이 가로등의 비용을 초과할 수 있지만 그 외의 나머지 지역에 추가적으로 가로등을 설치하지는 않는다.
특권층의 해결책의 예시로는 리눅스 커뮤니티가 있을 수 있는데, 리눅스 커뮤니티는 그것을 기여하는데 드는 비용보다 사용자가 더 많은 이익을 얻는다고 가정한다. 이 주제에 관한 자세한 내용은 Coase’s Penguine을 참고.
또 다른 예시는 자신의 개인적인 즐거움을 위해 작품을 만들고 관객들을 즐겁게 하기 위해 출판하는 음악가와 작가들이다. 이러한 공공재의 창출을 보장하기 위해 재정적 인센티브가 필요한 것은 아니다. 또한, 이것이 올바른 수준의 창작물을 만들어낼지는 미지수이다.

### 무임승차자 매수
무임승차 문제를 해결하는 또 다른 방법은 잠재적인 무임승차자들을 모두 매수함으로써 무임승차로 발생하는 이윤을 없애는 것이다. 도시 거리 전체를 소유한 부동산 개발 업자가 있다고 가정하자. 그는 돈을 지불하지 않고 가로등으로부터 이익을 얻을 수 있는 모든 사업을 소유하고 있기 때문에 가로등을 세울 때 무임승차자에 대한 걱정을 할 필요가 없다. 암묵적으로 부동산 개발업자는 한계적인 사회적 편익이 한계적인 사회적 비용을 충족시킬 때까지 가로등을 세울 것이다. 이 경우는 사적 한계 편익과 원가에 해당한다.
모든 잠재적 무임승차자의 매수는 소규모 시장에서 발생하는 무임승차자들로 인한 공공재 저 생산 문제를 해결할 수 있지만 독점에 의한 저 생산 문제를 동시에 도입할 수 있다. 또한 시장의 규모가 클 경우 모든 잠재적 무임승차자를 매수할 수 없다. 이는 한 국가의 모든 사람들에게 영향을 미치는 공공재에서 특히 두드러지게 나타난다.

### 배제 매커니즘 (그룹 상품 도입)
정보재를 위해 발전해온 또 다른 해결책은 공공재를 특정 그룹의 상품으로 바꾸는 배제 메커니즘을 도입하는 것이다. 잘 알려진 하나의 예시는 저작권법과 특허법이다. 20세기부터 지적재산권법이라고 불리게 된 이 법은 상품의 재생산을 금지함으로써 자연스럽게 배제 불가능성을 제거하려고 시도한다. 이 법은 무임승차자의 문제를 해결할 수는 있지만 사적으로 독점하는 것을 의미하므로 파레토 최적법이 아니라는 것이다.
예를 들어 미국에서는 제약 회사에 부여된 특허권은 그들에게 한계 비용 이상으로 높은 가격을 청구하도록 장려하고, 의사들이 환자에게 해당 약을 처방하도록 광고하는 것이다. 마찬가지로 저작권은 출판사가 ‘매니저의 개’처럼 행동할 수 있도록 동기부여하여 출판사의 신작으로부터 수입을 빼앗지 않기 위해 오래된 작품들을 절판한다. 엔터테인먼트 산업에서는 월트 디즈니 사의 “Vault” 판매 관행과 대부분의 시장에서의 “Song of the South”를 홈 비디오로 발행하는 것을 전면 거부한 사례가 있다. 컴퓨터 소프트웨어 산업에서의 예시는 널리 비판받고 있는 윈도우 비스타 운영체제의 수익을 창출하기 위해 2008년 중반 윈도우 XP를 시장에서 끌어내기로 한 마이크로소프트의 결정이 있다.
이 법은 또한 특허와 저작권 소유주들에게 법정에서도 가벼운 모방이라도 고소하고 임대료 구제의 형태로 독점권의 기간 연장을 위해 영향력을 행사하는 것을 장려한다.
그룹의 좋은 메커니즘의 이러한 문제는 더 많은 사람들에게 상품을 주는 근본적인 한계비용이 낮거나 0이기 때문에 발생하지만, 이윤을 극대화하는 가격을 지불하지 않으려 하거나 지불할 수 없는 사람들은 가격 차별의 한계 때문에 그 상품에 접근할 수 없다. 만약 배제 메커니즘의 비용이 협업으로 얻는 이익보다 높지 않다면 그룹 상품은 자연스럽게 등장할 수 있다. 제임스. M. 부처난은 그의 세미나 논문에서 클럽이 정부의 개입에 대한 효율적인 대안이 될 수 있다는 것을 보여주었다. 반면에 그룹 상품 제외의 비효율성과 불평등은 때때로 잠재적으로 배제될 수 있는 그룹 상품을 공공재로 취급하게 하고 그들의 생산은 어떠한 다른 메커니즘에 의해 자금을 지불하게 된다. 그러한 “자연스러운” 그룹 상품의 예시로는 고정비가 높은 자연 독점물, 개인 골프장, 영화관, 케이블 TV, 소셜 클럽 등이 있다. 이러한 이유로 많은 상품들이 이윤 지향적인 기업가들에게 공급되도록 내버려두기보다는 정부나 협동 조합 또는 자원봉사 협회에 의해 제공되거나 보조를 받는 경우가 많다. 이 상품은 흔히 사회 상품으로 알려져 있다. 조세프 슘페터는 저작권이나 특허 독점에 의해 창출되는 ‘초과 이익’, 즉 정상이익보다 더 많은 이익이 기술 혁신을 이룰 경쟁자들을 끌어들여 독점을 종식시킬 것이라고 주장했다. 이는 “스쿰페테리아의 창조적 파괴”라고 일컬어지는 지속적인 과종이며 다양한 종류의 공공재들에 대한 적용 가능성은 일부 논란의 원인이 되고 있다. 이 이론의 지지자들은 마이크로소프트의 경우를 예시로 제시하는데, 마이크로소프트는 가격을 인상하거나 제품의 품질을 낮추면서 이러한 관행들이 리눅스와 애플의 시장 점유율을 증가시키는 것을 거의 불가피하게 만들 것이라고 예측한다.
국가는 회원이 시민인 “그룹”으로 볼 수 있다. 정부가 이 그룹의 매니저가 되는 것이다. 이것은 국가 이론에서 추가적으로 연구되고 있다.

## 이타적 해결책

### 사회 규범
심리학적으로, 사람은 기본적으로 타인에 의해 제공받지 못하는 동안 혜택을 소비할 때만 무임승차자로 간주된다. 이것은 모든 문화에서 무임승차가 인정되고있다는 것을 나타내지만, 문화적 차이는 관용의 정도와 이들에 대한 대처 방식에서 나타난다. 무임승차자에 대한 사회 규범의 영향은 문화적 맥락마다 다르며, 이것은 여러 문화가 복합적으로 적용될 때 무임 승차 문제에 대한 연구 간의 차이로 이어질 수 있다. 사회 규범은 사적이고 자발적으로 제공된 공공재에 영향을 미치지만 많은 맥락에서 문제에도 어느 정도 영향을 미치는 것으로 간주된다. 예를 들어 사회적 제재는 그 자체만으로도 높은 보편성을 갖고 있는 규범이다. 사회 제재와 그것이 무임승차 문제에 미치는 영향에 대한 많은 연구들의 목표는 여러 사회에서 관찰되는 이타적 동기를 설명하는 것이다.
무임승차는 종종 대중이 느끼는 긍정적, 혹은 부정적인 외면에서만 생각된다. 이타주의와 관련된 행동과 동기에 대한 사회적 규범의 영향은 종종 해당 행동과 동기에서 파생된 경제적 해결책과 모델에서 과소평가된다.

### 사회적 제재 (처벌)
종종 개임 이론의 토대로 실험적 문헌은 다양한 형태의 사회적 제재 효과를 측정하려고 노력함으로써 국가의 개입 없이도 무임승차 상황이 개선될 것이라고 암시한다. Peer-to-Peer 처벌, 즉 회원이 무임승차자에게 비용을 부과하여 공공에 기여하지 않는 다른 회원들을 제재할 때 협력을 확립하고 유지하기에 충분하다고 간주한다. 이러한 처벌은 처벌자에게 대가를 치르게 하는 것이기에 이타적인 것으로 여겨지지만 동기의 정확한 본질이 탐구되어야 한다는 것이 주목되고 있다. 비용이 많이 드는 처벌이 협력을 설명할 수 있을지는 논쟁의 여지가 있다. 그런데, 최근의 연구에서 비용이 많이 드는 처벌이 실제 환경에서는 덜 효과적이라는 사실을 발견했다. 예시로 처벌은 사람들이 타인의 행동을 완벽히 관찰할 수 없는 불완전한 정보를 바탕으로 진행된다는 점이다.
다른 연구에서는 사회적 제재가 공공재의 맥락에서 전략적으로 일반화되지 못한다는 것을 발견했다. 무임승차자들에 대한 비밀 제재(게임 속 유저 간의 추적 불가 제재)와 표준 제재(다른 환경에서 피드백을 포함한 유저 간의 추적 가능한 제재) 사이의 선호도는 크게 다르지 않았다. 오히려 일부 사람들은 비밀에 관계없이 타인을 제재한다는 것 자체를 선호했다. 행동경제학의 발견에 기반을 둔 다른 연구는 딜레마적인 기부 게임에서 기부자들은 손실에 대한 두려움에서 동기부여 된다는 것을 발견했다. 게임 속에서 기부자들의 보증금은 기부가 항상 각 개인들 사이에서 무임승차 및 비 약속을 처벌할 경우에만 환불되었다. 단체 처벌(기부자 한명이 무임승차자를 처벌하지 않음으로 보증금을 모두 잃은 경우)은 단체 공감대를 고려하지 않고 처벌보다 안정적인 결과를 제공했다. 개인 간의 단체 처벌은 일관성이 떨어지는 사회적 제재로 이어졌다. 비록 이 연구가 실험을 위한 것이지만, 사회 내부에서 무임승차 문제를 개선하려는 공공 정책 결정에 유용하게 적용될 수 있다.

### 자발적 조직
적십자나 공영라디오, TV나 자연봉사 소방서 같은 단체들은 자발적으로 참여하거나 기금을 기부하는 소수의 희생으로 다수의 사람들에게 공공재를 제공한다. 공통 기반 피어 생산을 활용하는 프로젝트도 마찬가지이다. 예를 들어 위키피디아와 같은 온라인 협업 미디어와 기타 위키 프로젝트에 대한 기여, 리눅스와 같은 무료 소프트웨어 프로젝트들은 모든 독자 또는 소프트웨어 사용자들에게 공공재(정보)를 제공하는 비교적 적은 수의 기여자로 볼 수 있다.
이타적 행동에 대한 제안된 설명은 생물학적 이타주의와 상호 이타주의를 포함한다. 예를 들어 노동조합과 자선단체 같은 자발적 집단은 종종 연합 구조를 갖는데, 부분적으로는 협업이 큰 집단보다 작은 사회 집단에서 더 쉽게 나타나기 때문일 것이다. (던바의 수 참조)
생물학적이고 상호적인 이타주의가 다른 동물에게서 관찰되는 동안 인간들의 복잡한 사회적 행동은 이러한 원료를 훨씬 더 멀리 가져갔다. Andrew Carnegie와 같은 일부 부유하나 사람들의 자선 사업은 역사적으로 많은 공공재를 지원해왔다. 한 가지 주요 영향을 미친 것은 록펠러 제단이 1970년대에 약 수백만 명의 기아를 구조한 “녹색 혁명” 개발이다.
전형적으로 인생의 대부분을 외지고 위험한 곳에서 보내는 기독교 선교사들은 수세기 동안 전 세계의 그들의 숫자에 비해 불균형한 영향을 끼쳤다. 20세기의 공산주의 혁명가들은 비슷한 헌신과 큰 영향을 끼쳤다. 국경 없는 의사회, 세이브 더 칠드런, 엠네스티 인터네셔널과 같은 국제 구호 단체들은 수백만의 혜택을 누렸고, 때로는 근로자의 목숨을 앗아갔다. 더 좋거나 더 나쁜 것은 인간이 그들의 생물학적 친족 외에 무한할 정도의 다양한 원인들을 생각하고 희생할 수 있다는 것이다.

### 종교와 이념

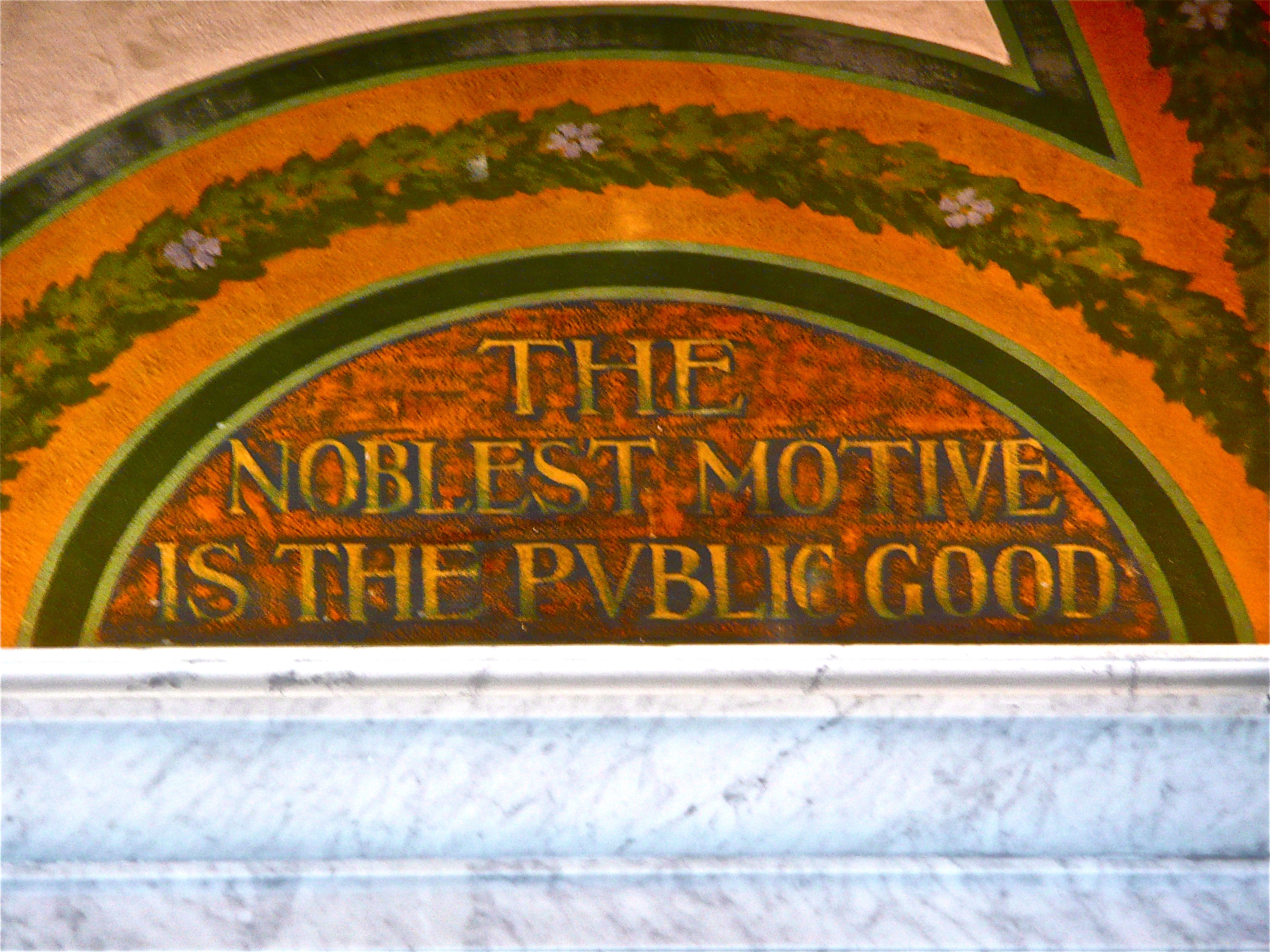
"가장 고귀한 동기는 공공의 이익이다." Thomas Jefferson Building, Library of Congress.

자발적이면서도 이타적인 조직들은 종종 그들의 구성원들에게 합리적인 논쟁에 의해 증명된 것보다 더 믿음에 따라 취하는 종교적이든, 다른 것(사회 정의나 환경주의와 같은)이든 깊은 개인적 믿음을 장려함으로써 동기를 부여한다. 각 개인이 이러한 신념을 갖고 있기 때문에 (또는 이렇게 하는 타인들의 반대를 두려워하기 때문에) 무임승차 유혹에 저항할 때, 그들은 행정적 강요만으로는 생산하기 어렵거나 불가능할 수 있는 공공재를 다른 사람들에게 제공한다.
인간 사회에서 종교적 신념의 편재성에 대한 한 가지 설명은 다단계 선택이다. 이타주의자들이 종종 집단 내에서 패배하지만, 그러나 더 많은 이타주의자들을 갖고 있는 집단이 승리한다. 회원들이 이타적인 행동에 동기부여하는 “실용적 현실”을 믿는 집단은 “현실적 현실”에 대한 인식이 행동을 이기적이게 하는 다른 집단보다 더 경쟁적일수 있다. 전형적인 예시는 자신의 부족이나 나라를 위해 기꺼이 싸우려는 군인의 의지이다. 또 다른 예시는 진화생물학자인 데이비드 슬론 윌슨의 다윈 성당으로 볼 수 있다. 이 교회는 로마 제국 후기의 초기 기독교 교회인데, 이 당시 로마 사회는 매우 개인주의적이었다. 때문에 빈번한 전염병 동안 많은 사람들이 질병이 아닌 치료의 부족으로 죽었었다. 그런데 내세를 믿었던 기독교인들은 전염병의 위험에도 불구하고 기꺼이 아픈 사람들을 치료했다. 비록 이로 인한 간호사들의 사망률은 높았지만, 일반 기독교인들은 다른 로마인들보다 전염병에서 살아남을 가능성이 훨씬 높았고, 이로 인해 지역 사회는 번창했다.
사회가 위기에 처하고, 국방 등 공공재가 가장 필요할 때에는 종교적, 비종교적 전통과 이념(국수주의, 애국주의 등)이 가득해 있다. 전시 상황의 지도자들은 그들의 신에게 보호를 요청하고 그들 사회의 가장 숭고한 전통이 위태로워진다고 주장한다. 예를 들어, 남북 전쟁 중 에이브러햄 링컨 대통령의 게티스버그 연설에 따르면, 연합은 “국민에 의한, 국민을 위한 정부가 지구상에서 소멸되지 않도록” 싸우고 있었다. 이러한 자발적인 권고는 과장된 것일 경우, 사람들이 그들의 명분을 위해 희생하도록 동기를 부여하기 위해 강제적인 조치, 즉 세금과 징병 조치를 보완한다.

## 연관 단어
- 경제적 잉여
- 죄수의 딜레마
- 공유지의 비극

## 같이 보기
- 경제적 잉여
- 집단행동의 논리
- 도덕적 해이
- 죄수의 딜레마
- 공유지의 비극